# Ходячі мерці (сезон 5)
П'ятий сезон «Ходячих мерців», американського постапокаліптичного телесеріалу жахів на AMC, прем'єра якого відбулася 12 жовтня 2014 року і завершилася 29 березня 2015 року, і складається з 16 епізодів. Розроблений для телебачення Френком Дарабонтом, серіал заснований на однойменній серії коміксів Роберта Кіркмана, Тоні Мура та Чарлі Адларда. Виконавчими продюсерами були Кіркман, Девід Альперт, Скотт М. Ґімпл, Грег Нікотеро, Том Люз і Гейл Енн Херд, а Гімпл був шоуранером другий сезон поспіль. П'ятий сезон отримав широке визнання критиків. Він був номінований на кілька нагород і виграв три, включно з найкращим синдикованим/кабельним телесеріалом третій рік поспіль на 41-й церемонії Saturn Awards.
Цей сезон адаптує матеріал із випусків № 61–77 серії коміксів і представляє відомих персонажів коміксів, зокрема мисливців-людожерів із Термінуса, отця Габріеля Стокса (Сет Гілліам) і Аарона (Рос Маркванд), а також родини Андерсон і Монро. Тепер возз'єднаний сезон продовжує історію Ріка Граймса (Ендрю Лінкольна) та його групи тих, хто вижив, коли вони шукають притулку, але стикаються з новими загрозами як від ходячих, так і від інших (ворожих) людей, що вижили. Це також знаменує повернення Моргана Джонса (Лені Джеймс), якого востаннє бачили в епізоді третього сезону «Clear».
Перша половина сезону зосереджена на втечі групи з Термінуса після того, як вони опинилися в уразливій ситуації, де вони дізнаються справжні мотиви Термінантів, і порятунку Бет Грін (Емілі Кінні) з Меморіального госпіталю Грейді в Атланті. У розпал подій частина групи вирушає до Вашингтона, округ Колумбія, у пошуках можливих ліків від вірусу ходячих. Друга половина сезону зосереджена на поповненні групи та досвіді у новознайденому притулку, Безпечна зона Олександрії: відгороджена спільнота, жителі якої мають невеликий досвід боротьби із зовнішніми загрозами.

## У ролях

### Головний акторський склад
- Ендрю Лінкольн у ролі Ріка Граймса, головного героя серіалу, який нещодавно подолав боротьбу, щоб врівноважити свою жорстокість і людяність. Лінкольн також озвучує роль радіомовника, використовуючи свій природний акцент в епізоді «Що трапилося і що відбувається»[4].
- Норман Рідус у ролі Деріла Діксона, головного мисливця групи, який подолав свої минулі проблеми зі знущаннями[5].
- Стівен Ян у ролі Глена Рі, колишнього рознощика піци, став дорослим і став чоловіком Меггі. Він діє як один із основних постачальників групи.
- Лорен Коен у ролі Меггі Ґрін, вольової та рішучої дружини Гленна, яка нещодавно втратила батька.
- Чендлер Ріггз у ролі Карла Граймса, сина-підліток Ріка, чиє безрозсудство суперечить його моралі.
- Данай Гуріра в ролі Мішонн, лютої катани, що вижила, яка подолала травму смерті свого сина та хлопця, налагодивши близькі стосунки з родиною Граймс.
- Мелісса Мак-Брайд у ролі Керол Пелетьє, винахідливої та вправної колишньої жертви домашнього насильства, яка намагається відновитися після кількох трагедій.
- Майкл Кадлітц — сержант Абрахам Форд, колишній військовий сержант і хлопець Розіти. Він виконує місію, щоб доставити Юджина до Вашингтона, округ Колумбія, щоб знайти ліки від вірусу ходоків.
- Емілі Кінні в ролі Бет Грін, викраденої молодшої сестри Меггі, яка зблизилася з Дерілом після нападу на в'язницю.
- Чад Коулмен у ролі Тайріза Вільямса, старшого брата Саші, який є жорстким, співчутливим, оптимістичним і приділяє особливу увагу моральним міркуванням. Йому важко впоратися з аморальним характером деяких тактик виживання групи, і йому важко вбивати, захищаючи групу.